# Општина Цибанешти (Јаши)
Цибанешти (рум. Ţibăneşti) општина је у Румунији у округу Јаши.
Oпштина се налази на надморској висини од 149 m.